# Rainbow (televisieprogramma)

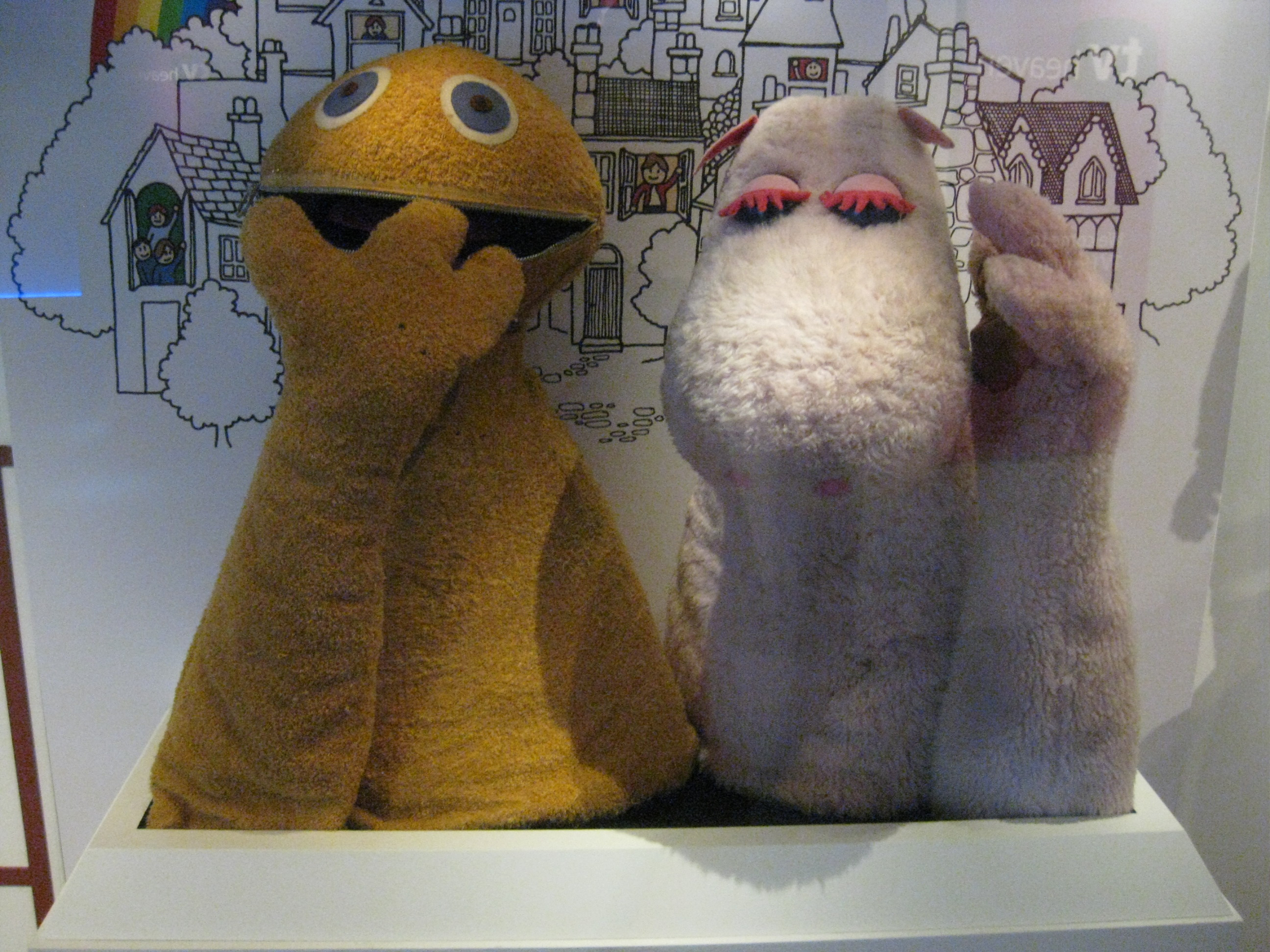
Zippy en George in het National Media Museum

Rainbow was een kindertelevisieprogramma van de Britse zender ITV. Het opvoedkundige programma was het Britse antwoord op het van oorsprong Amerikaanse Sesamstraat en werd ontwikkeld door Thames Television. Producenten waren achtereenvolgens Pamela Lonsdale, Charles Warren en Joe Boyer. Rainbow werd in de oorspronkelijke versie uitgezonden van 15 oktober 1972 tot 6 maart 1992; oorspronkelijk doordeweeks, later twee keer per week (maandag en woensdag), en uiteindelijk alleen op vrijdagmiddag. Rainbow werd in 1975 uitgeroepen tot beste kinderprogramma en heeft sinds de beëindiging een cultstatus verworven. Er zijn diverse dvd's uitgebracht, waarvan één ter gelegenheid van het 30-jarig jubileum in 2012.

## Geschiedenis

### Plot
In elke aflevering stond een gebeurtenis centraal die zich afspeelde in het Rainbow-huis van de personages. Running gag was dat de poppen Zippy, George en Bungle ruzie maakten, en dat presentator Geoffrey zijn uiterste best deed om de gemoederen te kalmeren. Tussendoor was er een lied van het trio Rod, Jane & Freddy, een verhaal uit het Rainbow-boek dat meestal door Geoffrey werd voorgelezen en korte animaties van Cosgrove Hall Productions. In sommige afleveringen werd een onderwerp behandeld zoals geluiden of tegenstellingen en voerden de personages korte sketches op.

### Personages

#### Hoofdfiguren
- Geoffrey: verving in 1973 de oorspronkelijke presentator David Cook en nam de leidende rol op zich in het Rainbow-huis. Af en toe verwees hij naar zijn privéleven, bijvoorbeeld door een jeugdfoto te laten zien of herinneringen op te halen aan een vriendin van vroeger.
- Zippy: luid en dominant, maar ook grappig. Zijn mond is een rits die werd dichtgetrokken wanneer hij de anderen op de zenuwen werkte met zijn egocentrische en ondeugende gedrag. Zippy sprak achtereenvolgens met de stemmen van Peter Hawkins en Roy Skelton, die beiden ook de Daleks en Cybermen uit de serie Dr. Who voor hun rekening namen.
- George: roze, verlegen nijlpaard. Sprak met de stem van Roy Skelton.
- Bungle): bruine harige beer met een platte snuit, Hij is nieuwsgierig en onhandig, en kan zich aan zijn huisgenoten irriteren, met name Zippy. Bungle draagt geen kleren behalve een handdoek na het douchen en een pyjama wanneer hij naar bed gaat. In het levensgrote pak zaten achtereenvolgens John Leeson, Stanley Bates, Malcolm Lord, Anthony Pitt en Paul Cullinan.
- Rod, Jane & Freddy: huismuzikanten van het programma. Rod Burton en Jane Tucker werden oorspronkelijk bijgestaan door Matthew Corbett (presentator van The Sooty Show) toen zij in 1974 hun debuut maakten als vervangers van Charlie Dore, Julian Littman en Karl Johnson die op hun beurt de plaats innamen van de zesmansformatie Telltale. Acteur Roger Walker verving in 1977 Mathew Corbett waarna het trio in 1980 zijn definitieve bezetting kreeg met de komst van Freddie Marks.
- Sunshine en Moony; poppen uit de eerste afleveringen met tegengestelde karakters. Sunny (geel met een rode hoed) was vrolijk, en Moony (bruin met een blonde haarlok) pessimistich. Met de komst van Bungle en Zippy werd hun rol kleiner en verdwenen ze in 1973 uit de serie. Sunshine en Moony spraken met de stemmen van Violet Yeomans.

#### Bijfiguren
- Zippo: lijkt als twee druppels water op zijn neef Zippy, maar dan bonter van kleur. Zippo had van oorsprong een Frans accent, maar werd later geportretteerd als een Amerikaanse rapper met bijbehorende kleding.
- Georgette (ook wel Georgie genoemd): lijkt als twee druppels water op haar neef George, maar dan met lange wimpers en een hoge hoed.
- Dawn; buurvrouw die in 1990 haar opwachting maakte. Gespeeld door Dawn Bowden.
- Auntie: tante van een van de personages (waarschijnlijk Geoffrey). Werd gespeeld door wisselende actrices.

Technisch gesproken waren de verlegen George en de hyperactieve Zippy kleuters terwijl Bungle wat ouder was, een jaar of acht. De relatie die Geoffrey met ze had was niet geheel duidelijk; waarschijnlijk was hij hun pleegvader aangezien hij altijd bij zijn voornaam werd aangesproken.
Rod, Jane & Freddy vertrokken in 1989 om zich op tournees, toneelstukken en hun eigen televisieprogramma te richten (deze liep van 1981 tot 1992 naast Rainbow). Hun plek werd ingenomen door buurvrouw Dawn en wisselende zangers (met name Christopher Lillicap); Geoffrey deelde zijn rol met gastpresentatoren totdat het doek in 1992 viel na 1071 afleveringen.

## Titelmuziek
De titelmuziek, ook Rainbow genaamd, was gecomponeerd door Hugh Portnow, Hugh Fraser en Tim Thomas van de band Telltale die in de eerste twee seizoenen optrad. De volledige versie werd in 1973 op single uitgebracht door Music for Pleasure met als B-kant Windy Day. Covers verschenen er van de volgende dance-acts:
- Solo (1991; zonder samples)
- Sonz of Bungle - Rainbow Vibes (1992; breakbeat-/rave-versie)
- Eurobop (1993; samplede tevens de stemmen van de personages)
- It's A Rainbow (2002; samplede de stemmen van Zippy en George, en werd een Britse top 20-hit)

## Revival(s)
- Rainbow werd in 1992 stopgezet door het aflopen van de licentie; Tetra Films, de kinderafdeling van Thames Television, blies het programma twee jaar later nieuw leven in voor twee seizoenen (1994-1995; 33 afleveringen). George, Zippy en Bungle kregen alle drie een nieuw uiterlijk, al was dat alleen bij laatstgenoemde te zien. Ze woonden niet langer in het Rainbow-huis, maar runden een speelgoedwinkel met het blauwe Schotse konijn Cleo (stem; Gillian Robic). Van de oorspronkelijke vast was alleen Ronnie Le Drew over; Geoffrey Hayes moest uit de roddelkrant vernemen dat hij zou worden ontslagen.
- In 1996 kwam er een tweede revival; Rainbow Days werd gepresenteerd door Dale Superville en keerde min of meer terug naar de oorsprong. Er kwamen twaalf afleveringen van tien minuten; de laatste werd op 24 maart 1997 uitgezonden. Daarnaast verschenen er dat jaar een aantal stripuitgaven, eveneens onder de naam Rainbow Days.

## Herhalingen
- Super Channel vertoonde in 1987 en 1988 enkele afleveringen uit de periode 1978-1983.
- UK Gold herhaalde vanaf de start in november 1992 tot 1994 voornamelijk afleveringen uit de laatste drie jaar (zonder Rod, Jane & Freddy).
- De Britse Nick Jr. herhaalde eind jaren 00 enkele afleveringen uit de vroege jaren 80.

## Parodieën voor volwassenen
Als kerstcadeau voor het personeel van Thames maakten de castleden in 1979 een parodie vol seksuele toespelingen; bijvoorbeeld Zippy die al tellende een banaan afpelt. Deze opname kwam in 1997 aan het licht in het programma TV Offal en werd misleidend gepresenteerd als afgekeurde pilot. Nadat de opname ook op YouTube werd gezet ontstond het misverstand dat het een gewone aflevering zou zijn.
Verder werd Rainbow begin jaren 80 geparodieerd door Three of a Kind (met de toen nog onbekende Lenny Henry en Tracey Ullman) en begin jaren 90 door Bobby Davro die als Geoffrey werd omringd door overdreven versies van Bungle, George en Zippy die eveneens seksuele toespelingen maakten. Davro was eerder te gast in de gewone Rainbow om de personages in hun bijzijn te imiteren.
In de serie Extras werd gastacteur Ross Kemp met Zippy vergeleken vanwege zijn vermeende karakter en kaalhoofdigheid.
Sinds het stopzetten van Rainbow deden de onvolwassen George en Zippy laatdunkende uitspraken over Bungle in programma's als de ontbijtshow SMTV.